# شمس الدين السخاوي
الحافظ شمس الدين أبو الخير محمد بن عبد الرحمن بن محمد بن أبي بكر بن عثمان بن محمد السَّخَاويُّ –نسبة إلى سخا شمال مصر– الشافعي المذهب نزيل الحرمين الشريفين(831 هـ الموافق 1427 أو 1428 - 902 هـ) هو مؤرخ كبير وعالم حديث وتفسير وأدب شهير من أعلام مؤرخي عصر المماليك. ولد وعاش في القاهرة، ومات بالمدينة المنورة سافر في البلدان سفراً طويلاً وصنف أكثر من مائتي كتاب أشهرها الضوء اللامع في أعيان القرن التاسع ترجم نفسه فيه بثلاثين صفحة.

## مولده
ولد شمس الدين السخاوي في ربيع الأول سنة 831 هـ، الموافق 1427م، أو 1428 هـ، في حارة بهاء الدين – في تلك الفترة – قريباً من مدرسة شيخ الإسلام سراج الدين البلقيني بالقرب من باب الفتوح – حالياً - بالقاهرة، وبعدها انتقل إلى ملك لأبيه مجاور لمسكن ابن حجر العسقلاني.

## نشأته العلمية
بدايةً؛ أرسله أبوه إلى المؤَدِّب الشَّرف عيسى بن أحمد المقسي الناسخ  فأقام عنده فترة قصيرة، ثم نقله أبوه إلى زوج أخته الفقيه الصالح البدر حسين بن أحمد الأزهري أحد أصحاب الشيخ يوسف الصَّفِيِّ المالكي فقرأ عنده القرآن.
بعدها بفترة، توجه به أبوه إلى الفقيه الشيخ الشمس محمد بن أحمد النحريري السعودي الضرير – مؤدب البرهان بن خَضِر والجلال بن الملقِّن وابن أسد وغيرهم من العلماء الكبار في هذا العصر لاستكمال تعلم القرآن وعلوم تجويده، وحفظ منه فوائد ونوادر في الأدب، وقرأ عليه بعض الحديث، وبعدها انتقل بأمر من السعودي الضرير إلى الشيخ الشهاب بن أسد فحفظ عنده كتاب عمدة الأحكام للحافظ عبد الغني المقدسي، وكتاب التنبيه – ألفه عم السخاوي -، وكتاب المنهاج الأصلي وألفية ابن مالك وكتاب النخبة، وكذلك قرأ عليه القرآن بقراءة أبي عمرو وابن كثير المقرئ، وكذلك تدرب على القراءة والمطالعة، حتى صار يشارك غالب من يتردد عليه في فهم القرآن والفقه وغيره.
كانت من عادة السخاوي أنه كلما حفظ كتاباً عرضه على شيوخ عصره لكن لم يأخذ عنهم؛ ومنهم:
- المحب بن نصر الله البغدادي الحنبلي[5]
- الشمس بن عمَّار المالكي[5]
- الشيخ النور التلواني[5] – نسبة لتلوانة
- الجمال عبد الله الزيتوني [5]– نسبة لمنية الزيتون
- الشيخ الزين عُبادة[5] ، ومعه الشمس البِسَاطِي، وجده

بعدها حفظ ألفية العراقي وكتاب شرح النخبة وغالب كتاب الشاطبية وبعض كتاب جامع المختصرات، ومقدمة الساوي في العروض وكتباً أخرى كثيرة لم يكمل حفظها.
بعد ذلك قرأ بعض القرآن علي الشيخ النور البلبيسي – نسبة لبلبيس - إمام الأزهر، وقرأ على الشيخ الزين عبد الغني الهيثمي على رواية ابن كثير، وسمع كثيراً من الروايات السبعة والعشرة على الشيخ الزين رضوان العُقْبِي، والشيخ الشهاب السكندري وغيره من مشايخ هذا العصر. بل يقول السخاوي إنه سمع الفاتحة وبداية سورة البقرة على شيخه بقراءة ابن أسد وجعفر السنهوري وغيرهما من مشايخ القراءات في هذا العصر.
حفظ القرآن وهو صغير، ثم حج في سنة خمس وثمانين، وجاور سنة ست وسبع وأقام منهما ثلاثة أشهر بالمدينة المنورة. ثم حج سنة اثنين وتسعين وجاور سنة ثلاث وأربع ثم حج سنة ست وتسعين وجاور إلى أثناء سنة ثمان وتوجه إلى المدينة فأقام بها أشهراً وصام رمضان بها ثم عاد في شوال إلى مكة وأقام بها مدة ثم رجع إلى المدينة وجاور بها حتى مات سنة اثنتين وتسعمائة يوم الأحد الثامن والعشرين من شعبان ودفن بالبقيع بجوار مشهد الإمام مالك.
سمع السخاوي الكثير عن أستاذه وشيخه الحافظ ابن حجر العسقلاني المتوفى 852 هـ. وقد لازمه أشد الملازمة وحمل عنه ما لم يشاركه فيه غيره، وأخذ عنه أكثر تصانيفه وقال عنه هو أمثل جماعتي.

## مؤلفاته
ترك السخاوي تراثاً علمياً ناصعاً في الحديث والتاريخ، منه -

### في الحديث
- الجواهر المكللة في الأحاديث المسلسلة
- الغاية في شرح الهداية في علم الرواية لابن الجزري
- شرح التقريب والتيسير لمعرفة البشير والنذير[6] للنووي
- شرح الشمائل النبوية للترمذي
- التحفة المنيفة فيما وقع من حديث أبي حنيفة
- التوضيح الأبهر لتذكرة ابن الملقن في علم الأثر
- فتح المغيث بشرح ألفية الحديث
- القول البديع في فضل الصلاة على الحبيب الشفيع
- المقاصد الحسنة في الأحاديث المشتهرة على الألسنة

### في التاريخ والتراجم
- الضوء اللامع في أعيان القرن التاسع
- التبر المسبوك في ذيل السلوك، جعله تتمة لكتاب السلوك للمقريزي
- بغية العلماء والرواة في أخبار القضاة (ذيل رفع الإصر لابن حجر العسقلاني). كتاب ألفه شمس الدين السخاوي. وهو مؤلف في ترجمة كبار القضاة (قضاة القضاة) في مصر ، رتبه مؤلفه على مقدمة، وخاتمة، حصرتا فيما بينهما إحدى وخمسين ترجمة، متفاوتة في الطول والقصر كماً وكيفاً.
- الإعلان بالتوبيخ لمن ذم أهل التوريخ
- الجواهر والدرر في ترجمة شيخ الإسلام ابن حجر

### ومما طبع للسخاوي أيضاً:[7][8]
1. الابتهاج بأذكار المسافر الحاج
2. الاتعاظ بالجواب عن مسائل بعض الوعاظ، كذا وقع اسمه في إرشاد الغاوي [ومخطوطة إرشاد الغاوي بخط ابن فهد] لكنه طبع باسم (الإيقاظ بالجواب عن مسائل الوعاظ).
3. الأجوبة العلية عن الأسئلة الدمياطية
4. الأجوبة المرضية فيما سئل السخاوي عنه من الأسئلة الحديثية
5. ارتياح الأكباد بأرباح فقد الأولاد
6. إرشاد الغاوي، بل إسعاد الطالب والراوي للإعلام بترجمة السخاوي
7. استجلاب ارتقاء الغرف بحب أقرباء الرسول ذوي الشرف
8. التماس السعد في الوفاء بالوعد
9. الإلمام في ختم سيرة ابن هشام
10. الانتهاض في ختم «الشفا» لعياض
11. بذل المجهود في ختم السنن لأبي داود
12. بغية الراغب المتمني في ختم سنن النسائي رواية ابن السني
13. البلدانيات العليات
14. تحرير الجواب عن ضرب الدواب
15. تحرير المقال في الكلام على حديث كل أمر ذي بال
16. تحرير المقال والبيان في الكلام على الميزان
17. التحصيل والبيان في سياق قصة السيد سلمان
18. تحفة الأحباب وبغية الطلاب في الخطط والمزارات والبقاع المباركات
19. التحفة اللطيفة في تاريخ المدينة الشريفة
20. تخريج أحاديث العادلين لأبي نعيم
21. تخريج أربعي الصوفية للسلمي
22. تقريظ كتاب الحدائق الغوالي في قباء والعوالي
23. تكملة ضم المسند المعتلي إلى إتحاف المهرة في أطراف العشرة لابن حجر العسقلاني
24. ثبت شيخ الإسلام القاضي زكريا بن محمد الأنصاري
25. الجواب الذي انضبط عن لا تكن حلواً فتسترط
26. جواب عن تزوير اليهود كنيسة بيت المقدس
27. جواب في الجمع بين حديثين هما دعاؤه لأنس بن مالك بكثرة المال والولد وحديث دعائه بذلك على من لم يؤمن به ويصدقه
28. الجواهر المجموعة
29. الخِصال الموجبة للظِّلال
30. رجحان الكفة في بيان نبذة عن أخبار أهل الصفة
31. السر المكتوم في الفرق بين المالين المحمود والمذموم
32. طبقات الأولياء المكرمين
33. عمدة القاري والسامع في ختم الصحيح الجامع
34. عمدة المحتج في حكم الشطرنج
35. غنية المحتاج في ختم صحيح مسلم بن الحجاج
36. الفخر المتوالي فيمن انتسب للنبي من الخدم والموالي
37. قرة العين بالمسرة الحاصلة بالثواب للميت والأبوين
38. القناعة مما تحسن الإحاطة به من أشراط الساعة
39. القول المعتبر في ختم النسائي رواية ابن الأحمر
40. القول المنبي عن ترجمة ابن عربي
41. المتكلمون في الرجال
42. المنهل العذب الروي في ترجمة قطب الأولياء النووي
43. وجيز الكلام في الذيل على دول الإسلام للذهبي وطبع أيضاً باسم (الذيل التامّ على دول الإسلام).